# Nieuwezijds Kapel

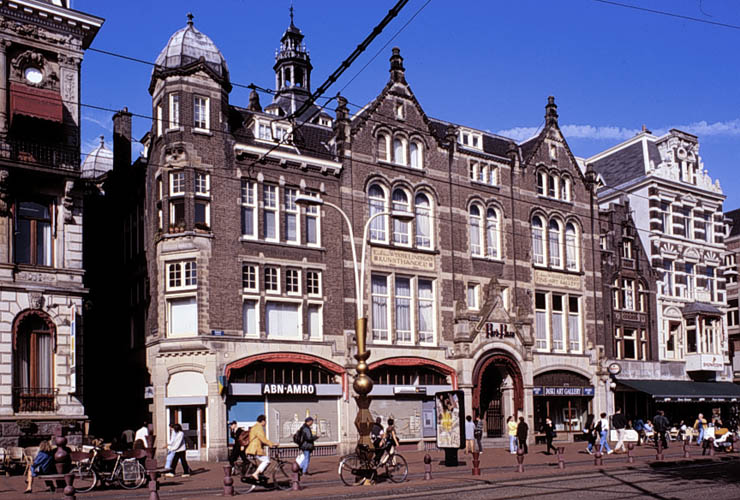
Negozi sul Rokin dietro i quali si vede la torre della chiesa

La Nieuwezijds Kapel (in italiano "cappella del lato nuovo") è un sito di Amsterdam che comprende dei negozi e una chiesa riformata olandese costruita nel 1908 sul luogo in cui un tempo si trovava una chiesa del XV secolo chiamata Heilige Stede (in italiano "luogo sacro"), a sua volta costruita al posto di una cappella del 1347 realizzata sul luogo in cui era avvenuto il miracolo eucaristico di Amsterdam.

## Storia
Nel beeldenstorm del 1566 la cappella venne gravemente danneggiata e, dopo l'Alteratie, finì nelle mani dei protestanti venendo ribattezzata Nieuwezijds Kapel. La processione che i cattolici vi tenevano annualmente venne quindi vietata fino al 1881 quando fu ripristinata con il nome di Stille Omgang.
L'edificio venne smantellato nel 1908, dopo che i padri della chiesa protestante decisero di consolidare lo spazio e vendere i terreni circostanti. In quel periodo la Chiesa cattolica stava beneficiando di un ritorno di popolarità e i protestanti, per impedire che fossero riutilizzate per il culto cattolico, spogliarono le varie sezioni della vecchia chiesa e vendettero il terreno perché venissero costruiti dei negozi e impedire ai cattolici di riaverlo.
Nonostante ciò, il luogo conserva ancora intatte molte parti della vecchia chiesa e la storia culturale dell'intero sito è importante per la città di Amsterdam.
Parti della cappella sono ancora presenti nell'Enge Kapelsteeg e sul tetto dello schuilkerk De Papegaai in Kalverstraat, mentre alcuni frammenti della cappella si trovarono sul Frankendael nel Watergraafsmeer.
Nel Rokin venne eretto il Mirakelkolom (in italiano la "colonna miracolosa"), sebbene questo venne poi smontato e sollevato per costruire la linea nord-sud della metropolitana di Amsterdam.
L'intero sito è considerato un Rijksmonument ad eccezione di alcune parti degli interni come l'organo moderno.
 Rijksmonument (518455)